# Округ Шеклфорд (Тексас)
Округ Шеклфорд (енгл. Shackelford County) је округ у америчкој савезној држави Тексас. По попису из 2010. године број становника је 3.378.

## Демографија
Према попису становништва из 2010. у округу је живело 3.378 становника, што је 76 (2,3%) становника више него 2000. године.
| Група             | 2000.         | 2010.         |
| Белци             | 3.014 (91,3%) | 2.961 (87,7%) |
| Афроамериканци    | 16 (0,5%)     | 29 (0,9%)     |
| Азијати           | 0 (0,0%)      | 9 (0,3%)      |
| Хиспаноамериканци | 251 (7,6%)    | 340 (10,1%)   |
| Укупно            | 3.302         | 3.378         |